# 架空言語
架空言語（かくうげんご、英語: Fictional language）は人工言語のうち、本、映画、テレビドラマ、コンピュータゲームなどのために作られた言語の総称である。多くは個人による創作で、ある文化やグループから自然に生じた自然言語とは異なる。

## 商用の架空言語
商用の架空言語は商用メディアから作られている。例えば、
- 本（『指輪物語』のクウェンヤやシンダール語）
- 映画（『アバター』のナヴィ語）
- テレビドラマ（『スタートレック』のクリンゴン語）
- コンピュータゲーム（『Skyrim』のDovahzul）

などがある。

## 異星言語

クリンゴン語で「Qapla'」（「成功」の意味）

異星言語は架空言語のうち、地球外生命と関係しているものを言う。これはサイエンス・フィクションによる言語と学術研究による言語の両方を含む。
異星言語の代表的な例としては、『スタートレック』のクリンゴン語などが挙げられる。

## インターネット上の架空言語
インターネットでも架空言語が使われるようになった。例えば、マーク・ローゼンフェルダー（Mark Rosenfelder）のサイトにその概要が載っている。